# Kelanoa Harbour
Kelanoa Harbour (in der deutschen Kolonialzeit Kelanahafen genannt) ist eine Bucht an der Nordküste der Huon-Halbinsel in der Provinz Morobe von Papua-Neuguinea. Sie ist damit Teil der Salomonensee.

## Geographie
Die Bucht ist flach, etwa drei Kilometer lang, reicht aber nur weniger als einen Kilometer ins Landesinnere. Die äußeren Punkte der Bucht bilden der Chissi Point im Norden nahe der Siedlung Kelanoa sowie ein Landvorsprung nahe der Mündung des Sazomu River.

## Geschichte
Nach der deutschen Kolonialzeit wurde Neubritannien im Ersten Weltkrieg von australischen Marineeinheiten besetzt und war nach dem Krieg Teil des australischen Mandatsgebietes Territorium Papua.
Während des Zweiten Weltkriegs besetzte die japanische Armee Neuguinea im Frühjahr 1942. Im April 1944 wurde die Gegend von alliierten Truppen zurückerobert. Anschließend übernahm Australien Neuguinea erneut unter Mandatsverwaltung. 1975 wurde sie Teil des unabhängigen Staates Papua-Neuguinea.